# Hualca Hualca
Der Hualca Hualca ist ein erloschener 6025 m hoher Vulkan in den Anden im südlichen Peru, etwa 110 km nordwestlich von Arequipa.
Der Hualca Hualca ist der nördlichste Teil einer 20 km langen Nord-Süd-Kette aus drei großen Stratovulkanen. Am südlichen Ende befindet sich der ruhende 6288 m hohe Ampato und in der Mitte der aktive 5976 m hohe Sabancaya. Der Hualca Hualca entstand während des Pliozäns und zu Beginn des Quartärs, währenddessen der Gipfel wohl eine Höhe von über 6500 m erreichte.